# Evangelistsymboler
Evangelistsymboler forestillende Matthæus, Markus, Lukas og Johannes benyttes i den kirkelige kunst ved fremstilling af bl.a. ikoner, ligesom man finder dem i udsmykningen af kirker og katedraler.
De fire fremstilles således:
- Matthæus: enten med eller som et bevinget menneske
- Markus: enten med eller som en bevinget løve
- Lukas: enten med eller som en bevinget okse
- Johannes: enten med eller som en ørn med udbredte vinger

Symbolerne refererer til en passage i Johannes' Åbenbaring kapitel 4, hvor man i beskrivelsen af Guds trone kan læse:
"(...) Og rundt om tronen midt for siderne var der fire levende væsener fulde af øjne både for og bag. Det første levende væsen lignede en løve, det andet lignede en okse, det tredje havde et ansigt som et menneskes, og det fjerde lignede en flyvende ørn. De fire væsener havde hver seks vinger, fulde af øjne hele vejen rundt og på indersiden (...)"
En ældre parallel til beskrivelsen i Johannes' Åbenbaring finder man i det første kapitel af Ezekiels Bog fra Det Gamle Testamente, hvor forfatteren til skriftet lader profeten Ezekiel fortælle, at himmelen åbner sig, og han ser et gudesyn, som han gengiver i en særdeles dramatisk beskrivelse:
"(...) De lignede mennesker; hver af dem havde fire ansigter og fire vinger (...) Deres ansigt lignede et menneskeansigt, på højre side havde de alle fire et løveansigt, på venstre side havde de alle fire et okseansigt, og alle fire havde et ørneansigt. (...)"
I kapitel 10 i Ezekiels Bog finder man en parallel til beskrivelsen.
Baggrunden for symbolikken i Ezekiels Bog menes at være et årligt offer, den egyptiske farao forestod, hvor man ofrede hhv. et menneske, en løve, en okse og en ørn til de fire verdenshjørner.
Kirkefaderen Irenæus, der levede i det 3. århundrede, tolker de fire evangelistsymboler som de enkelte forfatteres personlige særpræg.
Det ældste bevarede eksempel på brugen af evangelistsymbolerne finder man i kirken Santa Pudenziana i Rom, hvis ældste dele går tilbage til ca. år 140. I kirkens apsis findes en mosaik fra ca. 390, der bl.a. viser de fire evangelistsymboler. Kirken opbevarer også resterne af et træbord, hvor apostlen Peter skulle have forrettet messe for sin velynder, senatoren Pudens.

## Galleri
- Matthæus
- Markus
- Lukas
- Johannes

Evangelisten er midt i billedfeltet og symbolet nederst i hjørnet. Prædikestolen er fra Överselö kirke, Södermanland, Sverige.

## Eksterne link og kildehenvisninger
- Wikimedia Commons har flere filer relateret til Evangelistsymboler
- Politikens Bibelleksikon, 1992
- Gads Danske Bibelleksikon, 1982
- Bibelen på Internet Arkiveret 7. januar 2008 hos  Wayback Machine
- Narni Chiesa Santa Pudenziana Arkiveret 9. juni 2006 hos  Wayback Machine